# Nasa orbicularis
Nasa orbicularis är en brännreveväxtart som beskrevs av Weigend. Nasa orbicularis ingår i släktet färgkronor, och familjen brännreveväxter. Inga underarter finns listade i Catalogue of Life.